# Groupe de NGC 429
Le groupe de NGC 429 comprend au moins cinq galaxies situées dans la constellation de la Baleine. La distance moyenne entre ce groupe et la Voie lactée est d'environ 75,1 Mpc (∼245 millions d'al). 

## Membres
Le tableau ci-dessous liste les cinq galaxies qui sont indiquées dans l'article d'Abraham Mahtessian paru en 1998. 
| Nom     | Classification | Type         | α (J2000.0)   | δ (J2000.0)  | Vitesse radiale (km/s) | Magnitude apparente | Distance (Mpc) | Dimension (kal) |
| ------- | -------------- | ------------ | ------------- | ------------ | ---------------------- | ------------------- | -------------- | --------------- |
| NGC 429 | S0^0?          | Lenticulaire | 01h 12m 57.4s | -00° 20′ 42″ | 5625 ± 23              | 13,4                | 78,3 ± 5,5     | 156             |
| NGC 426 | E+             | Elliptique   | 01h 12m 48.6s | -00° 17′ 25″ | 5199 ± 43              | 12,8                | 72,9 ± 5,1     | 211             |
| NGC 430 | E?             | Elliptique   | 01h 12m 59.9s | -00° 15′ 09″ | 5299 ± 19              | 12,5                | 72,3 ± 5,1     | 186             |
| NGC 442 | Sa?            | Spirale      | 01h 14m 38.6s | -01° 01′ 14″ | 5558 ± 16              | 13,4                | 77,5 ± 5,7     | 106             |
| IC 1639 | pec?           | Particulière | 01h 11m 46.5s | -00° 39′ 52″ | 5381 ± 12              | 13,1                | 74,7 ± 5,2     | 28              |

Le site DeepskyLog permet de trouver aisément les constellations des galaxies mentionnées dans ce tableau ou si elles ne s'y trouvent pas, l'outil du site «Finding the constellation which contains given sky coordinates» permet de le faire à l'aide des coordonnées de la galaxie. Sauf indication contraire, les données proviennent du site NASA/IPAC. 